# Estació de Saint-Lazare
Saint-Lazare és una estació de ferrocarril i del metro de París. El 2004 van passar per l'estació del metro fins a 34,53 milions de viatgers. El nom de l'estació prové d'estar al carrer de Saint-Lazare.